# Hewitsonia
Hewitsonia là một chi bướm ngày thuộc họ Lycaenidae.